# Іоанн Куркуас (катепан)
Іоанн Куркуасич (д/н — бл. 1010) — державний та військовий діяч Візантійської імперії.

## Життєпис
Походив зі впливового аристократичного роду Куркуасів. Син Романа Куркуасата онук Іоанна Куркуаса, магістра. Про дату народження та молоді роки практично нічого невідомо. У 1000 або 1002 році призначається стратегом феми Самос. На цій посаді повинен разом з іншими стратегами протидіяв арабським та норманським нападам в Італії та на Крит.
У 1008 році призначено катепаном Італії після загибелі Олексія Ксіфія. На той час в Апулії вирувало повстання лангобардів. Втім, спроби Куркуаса придушити бунтівники виявилися марними. 1009 року повстали мешканці важливого міста Барі. Їх очолив лангобард Мелус, що перед тим склав присягу на вірність візантійському імператорові. Протягом усього року Іоанн Куркуас тричі бився з Мелусом, зрештою зазнав поразки й загинув наприкінці 1009 або на початку 1010 року.

## Родина
- син Роман Куркуас, що був одружений з донькою Івана Владислава, царя Болгарії. У 1026 році за наказом імператора Костянтина VIII за підозрою у змові з Бардою Фокою Романа було схоплено і засліплено. Подальша доля невідома. Вважається останнім представником свого роду.